# Врбница (Фоча)
Врбница је насељено мјесто у општини Фоча, Република Српска, БиХ. Према попису становништва из 1991. у насељу је живио 21 становник.

## Географија
Смјештено је на планини Зеленгори.

## Становништво
| Националност       | 1991. | 1981. | 1971. | 1961. |
| Срби               | 21    | 42    | 112   | 204   |
| остали и непознато |       |       | 24    | 41    |
| Укупно             | 21    | 42    | 136   | 245   |

| Демографија | Демографија | Демографија |
| Година      | Становника  | Становника  |
| ----------- | ----------- | ----------- |
| 1961.       | 245         |             |
| 1971.       | 136         |             |
| 1981.       | 42          |             |
| 1991.       | 21          |             |
| 2013.       | 11          |             |

### Презимена
- Вујичић
- Малиш
- Дракул
- Вељовић
- Милановић
- Ковачевић